# Hellinikon Olympic Arena
De Hellinikon Olympic Indoor Arena is een indoor sportarena in Elliniko, Athene, Griekenland. De arena is multifunctioneel en maakt deel uit van het Hellinikon Olympisch Complex. Het ligt op ongeveer 16 km van het Olympisch Dorp van Athene. Het werd gebouwd op de plaats van de voormalige internationale luchthaven Hellinikon voor de Paralympische en Olympische Zomerspelen van 2004.
De arena had zijn volledige capaciteit van 15.000 toeschouwers voor basketbal, en 13.500 voor handbal tijdens de Olympische Zomerspelen van 2004 in gebruik. Er werden echter slechts 12.500 zitplaatsen beschikbaar gesteld voor het publiek voor het basketbaltoernooi en slechts 10.700 voor het handbaltoernooi. Na de Olympische Spelen zijn alleen de onderste 8500 zitplaatsen door de eigenaren van de arena beschikbaar gesteld voor openbaar gebruik. De capaciteit van de arena kan echter nog steeds oplopen tot 15.000 voor basketbal met de bovenste laag volledig in gebruik. De arena is ook bekend als het National Athletic Center Elliniko "Makis Liougas".

## Geschiedenis
De kosten van het project bedroegen in 2003 zo’n € 49 miljoen euro.

### Olympische Spelen van 2004
In de arena werden de basketbalvoorrondes en de handbalfinales gehouden. Tijdens de Paralympische Zomerspelen 2004 was het ook de locatie voor rolstoelrugby.